# Mihail Ivanovič Mjasnikov
Mihail Ivanovič Mjasnikov (rusko Михаил Иванович Мясников), ruski častnik in heroj Sovjetske zveze, * 21. november 1922, vas Kolpni (danes mestno naselje), Orjolska oblast, Rusija, † 25. julij 2005, Dnepropetrovsk, Ukrajina.

## Življenje
Mjasnikov je sodeloval v bitki za trdnjavo Brest in za Sevastopol. Za svoje zasluge pri osvoboditvi Sevastopola je bil povišan v častnika in 24. marca 1945 odlikovan kot heroj Sovjetske zveze.
Po drugi svetovni vojni je postal poveljnik polka.
Bil je častni meščan mest Sevastopol in Brest.